# Малаховцы
Малахо́вцы (бел. Малахоўцы) — деревня в Барановичском районе Брестской области Беларуси. Входит в состав Малаховецкого сельсовета. Население — 102 человека (2019).

## География

### Гидрография
К юго-востоку от деревни протекает река Мышанка.

## История
В 1885 году в Ястрембельской волости Новогрудского уезда Минской губернии. В 1897 году в деревне была водяная мельница. Основным занятием населения были земледелие и животноводство. Жители занимались извозом, ткачеством, вязанием, лесосплавом и другими работами. С 1921 года в гмине Ястрембель Барановичского повета Новогрудского воеводства межвоенной Польши.
С 1939 года в составе БССР. С 15 января 1940 года в Новомышском районе Барановичской, с 8 января 1954 года Брестской областей, с 8 апреля 1957 года в Барановичском районе. С 12 октября 1940 года — центр сельсовета.
С конца июня 1941 до 8 июля 1944 года была оккупирована немецко-фашистскими захватчиками. На фронтах войны погибли 36 односельчан.

## Население
| Численность населения (по переписи) | Численность населения (по переписи) | Численность населения (по переписи) | Численность населения (по переписи) | Численность населения (по переписи) | Численность населения (по переписи) | Численность населения (по переписи) | Численность населения (по переписи) | Численность населения (по переписи) |
| 1897                                | 1909                                | 1921                                | 1939                                | 1959                                | 1970                                | 1999                                | 2009                                | 2019                                |
| ----------------------------------- | ----------------------------------- | ----------------------------------- | ----------------------------------- | ----------------------------------- | ----------------------------------- | ----------------------------------- | ----------------------------------- | ----------------------------------- |
| 380                                 | ↗464                                | ↘306                                | ↗610                                | ↘553                                | ↘417                                | ↘189                                | ↘123                                | ↘102                                |

## Достопримечательности
- Николаевская церковь (1920-х годов).

## Известные уроженцы
- Иван Константинович Кабушкин (1913—1943) — участник Минского партизанского подполья в годы Великой Отечественной войны. Герой Советского Союза (1965)[4].
- Алесь Жамойтин (род. 1955) — белорусский поэт.